# Альберто Поцці
Альберто Поцці (італ. Alberto Pozzi, 21 листопада 1902, Болонья — 1966, Болонья) — італійський футболіст, що грав на позиції крайнього нападника.
Виступав за клуб «Болонья», а також національну збірну Італії. Дворазовий чемпіон Італії.

## Клубна кар'єра
Народився 21 листопада 1902 року в місті Болонья. Вихованець футбольної школи клубу «Болонья». Дорослу футбольну кар'єру розпочав 1920 року в основній команді того ж клубу, кольори якої і захищав протягом усієї своєї кар'єри гравця, що тривала десять років. За цей час двічі виборював титул чемпіона Італії.
Перший чемпіонський титул у своїй історії клуб завоював 1925 року. У фіналі Північної ліги зустрічались «Болонья» і «Дженоа». Команди обмінялись виїзними перемогами з рахунком 1:2, в результаті чого було призначене перегравання. «Дженоа» вигравала з рахунком 2:0 після першого тайму, але після перерви «Болонья» зрівняла рахунок, а рятівний гол забив Поцці на 82-й хвилині.. В другому переграванні клуби знову зіграли внічию — 1:1. Переможець був визначений у п'ятому матчі, що завершився перемогою «Болоньї» з рахунком 2:0, у якому Поцці забив перший гол на 28-й хвилині. Чемпіонський титул клуб здобув, перемігши представника Південної Італії — клуб «Альба Рома» (4:0, 2:0).
Другий титул чемпіона Італії здобув з командою у 1929 році в своєму останньому сезоні в клубі. Зіграв 16 матчів, у яких забив 6 голів.

## Виступи за збірну
1922 року дебютував в офіційних матчах у складі національної збірної Італії.
Загалом протягом кар'єри у національній команді, яка тривала 3 роки, провів у її формі 3 матчі.
Помер 1 січня 1966 року на 64-му році життя у місті Болонья.
| Дата      | Місто   | Господарі      | Результат | Гості     | Турнір           | Голи | Примітки |
| --------- | ------- | -------------- | --------- | --------- | ---------------- | ---- | -------- |
| 3-12-1922 | Болонья | Італія         | 2 – 2     | Швейцарія | товариський матч | -    |          |
| 27-5-1923 | Прага   | Чехословаччина | 5 – 1     | Італія    | товариський матч | -    |          |
| 20-1-1924 | Генуя   | Італія         | 0 – 4     | Австрія   | товариський матч | -    |          |
| Усього    |         | Матчів         | 3         |           | Голів            | 0    |          |

## Титули і досягнення
- Чемпіон Італії (2):

«Болонья»: 1924–1925, 1928–1929
- Срібний призер чемпіонату Італії (1):

1926–1927
- Фіналіст Північної ліги Італії: (3):

1920–1921, 1923–1924, 1925–1926